# NGC 2584
NGC 2584 ist eine Spiralgalaxie mit ausgedehnten Sternentstehungsgebieten vom Hubble-Typ Sbc im Sternbild Hydra südlich der Ekliptik. Sie ist schätzungsweise 299 Millionen Lichtjahre von der Milchstraße entfernt und hat einen Durchmesser von etwa 105.000 Lichtjahren.

Im selben Himmelsareal befinden sich die Galaxien NGC 2583 und NGC 2585.
Das Objekt wurde im Jahr 1886 von Frank Muller entdeckt.